# Schloss Steingriff

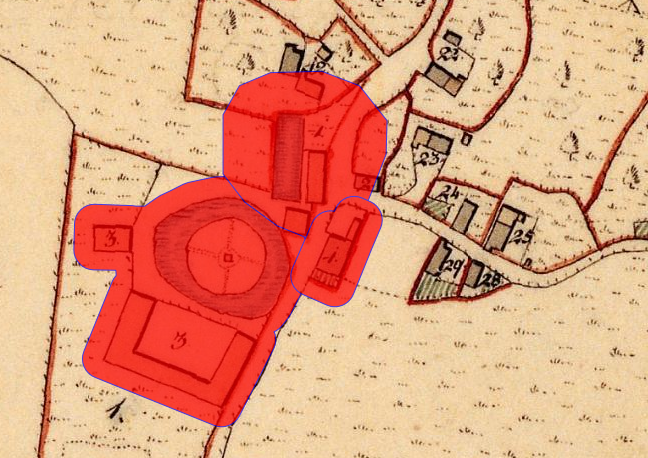
Lageplan von Schloss Steingriff auf dem Urkataster von Bayern

Schloss Steingriff war ein frühneuzeitliches Wasserschloss in Steingriff, einem Gemeindeteil der Stadt Schrobenhausen im oberbayerischen Landkreis Neuburg-Schrobenhausen. Es wurde Teil des heutigen Kreisalten- und Pflegeheims Steingriff. „Mittelalterliche und frühneuzeitliche Befunde im Bereich der ehemaligen Wasserburg in Steingriff“ werden als Bodendenkmal unter der Aktennummer D-1-7433-0146 geführt. 

## Geschichte
Der Ort Steingriff wird um 1190 zum ersten Mal urkundlich erwähnt. Es verdankt seinen Namen der alten Flurbezeichnung „steinin gruft“, was mit steinige Vertiefung übersetzt wird. Von der ehemaligen Burganlage in Steingriff ist noch die Schlosskapelle, die heutige katholische Filialkirche Hl. Dreifaltigkeit, erhalten. Steingriff war jahrhundertelang Sitz einer kleinen Hofmark, die von Wiguläus von Weichs begründet wurde. Die letzte adlige Besitzerin des alten Schlosses war die 1898 verstorbene Adele Freifrau von Moreau. Das Schloss wurde Anfang der 1950er Jahre vom Landkreis Schrobenhausen erworben und in ein Altenheim umgebaut. Das Gebäude, das im Volksmund noch immer als das „alte Schloss“ bezeichnet wurde, war jahrzehntelang Teil des heutigen Kreisalten- und Pflegeheims Steingriff. Für die Erweiterung des Heims wurde es 2016 abgerissen.

## Beschreibung
Auf dem Urkataster von Bayern ist die Wasserburganlage gut zu erkennen. Ein etwa 11 m breiter Wassergraben umschloss eine runde Insel mit einem Durchmesser von 37 m, auf dem die Burg stand. Dieses Areal ist heute eine Wiese, um die herum neue Bauten aufgeführt sind.